# Nöther (månkrater)
Nöther är en nedslagskrater på månens baksida. Nöther har fått sitt namn efter tyska matematikern Emmy Noether
Kratern har en diameter på ungefär 64 km.

## Satellitkratrar
| Nöther | Latitud | Longitud | Diameter |
| ------ | ------- | -------- | -------- |
| A      | 69.3° N | 112.1° V | 29 km    |
| E      | 67.6° N | 105.1° V | 47 km    |
| T      | 66.3° N | 121.5° V | 44 km    |
| U      | 67.6° N | 123.4° V | 36 km    |
| V      | 68.9° N | 122.4° V | 26 km    |
| X      | 68.9° N | 116.8° V | 30 km    |